# Mîhiivka, Novohrad-Volînskîi
Mîhiivka (în ucraineană Михіївка) este un sat în comuna Kurciîțea din raionul Novohrad-Volînskîi, regiunea Jîtomîr, Ucraina.

## Demografie
Componența lingvistică a localității Mîhiivka
     Ucraineană (99%)
     Alte limbi (1%)
Conform recensământului din 2001, majoritatea populației localității Mîhiivka era vorbitoare de ucraineană (99%), existând în minoritate și vorbitori de alte limbi.